# Dipterocarpus lamellatus
Dipterocarpus lamellatus är en tvåhjärtbladig växtart som beskrevs av Joseph Dalton Hooker. Dipterocarpus lamellatus ingår i släktet Dipterocarpus och familjen Dipterocarpaceae. Inga underarter finns listade i Catalogue of Life.